# ام‌وی قانا
ام‌وی قانا (به انگلیسی: MV Qana) یک کشتی بود.